# 北条九代記
『北条九代記』（ほうじょうくだいき）は延宝3年（1675年）刊の雑史書。全12巻。浅井了意の作といわれる。『鎌倉北条九代記』『鎌倉九代記』ともいう。
北条時政から北条貞時に至る鎌倉時代の北条得宗家9代の事跡を物語風に記し、論評を加えたもの。『吾妻鏡』『保暦間記』『太平記』などに拠り、儒教的徳目を基準として政権の推移を天命思想により説明している点に特色がある。『校註国文叢書』所収。